# Seweryna Szmaglewska
Seweryna Maria Szmaglewska (Przygłów, 11 febbraio 1916 – Varsavia, 7 luglio 1992) è stata una scrittrice polacca autrice di romanzi per bambini e adulti; tra i primi si ricordano Czarne Stopy e Dymy nad Birkenau, letture d'obbligo nelle scuole polacche. Fu reduce del campo di concentramento di Auschwitz.

## Biografia
Laureata all'Università libera di Polonia (Varsavia), proseguì gli studi alle facoltà di lingua e letteratura polacca dell'Università jagellonica (Cracovia) e all'Università di Łódź. Dal 1942 al 1945 fu detenuta ad Auschwitz, dopo due mesi di prigione a Piotrków e Częstochowa. Riuscì a fuggire durante una marcia della morte verso Groß-Rosen. Come superstite dell'Olocausto fu una dei due testimoni polacchi al processo di Norimberga il 27 febbraio 1946, insieme a Samuel Rajzman, e la sua deposizione riguardò l'abuso sui bambini ad Auschwitz.
Dopo la guerra divenne scrittrice di successo. La sua produzione si incentrò dapprima sulla sua esperienza di perseguitata e deportata (Dymy nad Birkenau, Łączy nas gniew, Niewinni w Norymberdze), poi virò sulla letteratura per ragazzi. Il suo romanzo più noto, Czarne Stopy (1960), sugli scout polacchi, divenne un film omonimo di Waldemar Podgórski nel 1986. Ne pubblicò un seguito, Nowy ślad Czarnych Stóp (1973). Czarne Stopy e Dymy nad Birkenau sono libri di lettura obbligatori nelle scuole polacche. Il romanzo Niewinni w Norymberdze (1972) narra la sua esperienza al processo di Norimberga.
Le sue opere sono state tradotte in varie lingue, tra cui inglese e francese.